# Николаевка (Ивановский район)
В Амурской области также есть сёла Николаевка в Бурейском районе, Николаевка в Зейском районе и Николаевка в Тамбовском районе.
Никола́евка — село в Ивановском районе Амурской области, Россия. Административный центр Николаевского сельсовета.

## География
Село Николаевка стоит на левом берегу реки Белая (левый приток Зеи).
Село Николаевка расположено к северо-востоку от районного центра Ивановского района села Ивановка.
Дорога к селу Николаевка идёт от Ивановки через Луговое, Константиноградовку и Ерковцы, расстояние — 50 км.
От Николаевки на запад (вниз по левому берегу реки Белая) идёт дорога к селу Новопокровка, далее выезд на автодорогу областного значения Благовещенск — Белогорск и к селу Среднебелое.

## Население
| 2002 | 2010 | 2012 | 2013 | 2014 | 2015 | 2016 |
| ---- | ---- | ---- | ---- | ---- | ---- | ---- |
| 399  | ↘346 | ↘338 | ↘329 | ↘313 | ↘312 | ↘307 |
| 2017 | 2018 |      |      |      |      |      |
| ↘296 | ↘287 |      |      |      |      |      |

## Инфраструктура
- Сельскохозяйственные предприятия Ивановского района.

## Уроженцы
- Чепига, Анатолий Владимирович (Руслан Боширов)